# Флейшман Наум Петрович
Наум Петрович Флейшман (Нухим Пінкасович Флейшман; нар. 28 листопада 1921 — пом. 11 січня 2022, Львів) — український математик, професор.

## Біографічні відомості
З іменем Наума Флейшмана пов'язані значні досягнення в теорії концентрації напружень навколо отворів з підкріпленим краєм, теорії оболонок, математичному моделюванні задач теплоперенесення, а також у підготовці наукових кадрів у Львівському державному університеті ім. І. Франка.
Педагог за покликанням, Н. П. Флейшман у 1946 р. став студентом IV курсу фізико-математичного факультету Львівського державного університету, маючи диплом з відзнакою Кишинівського державного педагогічного інституту.

## Наукова діяльність
З 1951 по 1996 рік він працював у ЛДУ на різних посадах: доцентом кафедри теорії пружності, завідувачем кафедри загальної механіки та гідромеханіки, завідувачем кафедри, професором кафедри прикладної математики.
Кафедра прикладної математики Львівського національного університету імені Івана Франка бере свій початок 8 липня 1970 року. Завідувачем цієї кафедри був обраний професор Нухим Флейшман. З 1972 року була введена спеціалізація студентів з застосування засобів обчислювальної техніки. Завідувачем став Н. Флейшман (1970—1988). З 7 травня 1982 року при кафедрі функціонувала науково-дослідна лабораторія «Чисельні методи у прикладній математиці». Упродовж багатьох років кафедра проводила спеціалізацію студентів із «математичного моделювання». Докторську дисертацію захистив Савула Я. Г. (1986 р.) — наук.консультант проф. Н. П. Флейшман. Професор Флейшман був науковим консультантом Т. А. Зоненашвілі (Тбіліський державний університет).
Під керівництвом проф. Флейшмана Н. П. виконано близько 20 кандидатських дисертацій. Серед них О. Блажиєвська «Свободные колебания упругих пластинок и сферических оболочек, взаемодействующих с жидкостью» (1971), Л. Ощипко «Равновесие пластин с симметричными и несимметричными упругими ребрами» (1971), В.Карпов «Расчет и оптимизацыя составных оболочек сложной формы» (1980), В.Вовк «Решение пространственных задач теории упругости и термоупругости в смещениях и напряжениях методом конечных элементов» (1984), К.Іванків «Оптимизация пластин и составных оболочек вращения на основе метода геометрического программирования» (1986), В.Ткачишин «Решение задач статики и динамики стержней и ребристых оболочек типа Тимошенко методом конечных элементов» (1988) та інші.
Н. П. Флейшман є автором більш ніж 200 наукових праць, зокрема двох монографій. Він підготував 3 докторів та 30 кандидатів наук, працював у спеціалізованих радах із захисту кандидатських і докторських дисертацій.
Упродовж багатьох років керував важливими госпдоговірними науковими темами, створив науково-дослідну лабораторію при кафедрі прикладної математики.

## Основні праці
- Савин Г. Н., Флейшман Н. П. Пластинки и оболочки с ребрами жесткости.- Львов: Вища шк.,1964 с. 384
- Флейшман Н. П., Іванова Н. В. Використання методу довільних кривих у дослідженні задач статики теорії пластин. Львів: Вища шк., 1996.
- Флейшман Н. П., Койфман Ч. Н. Математичне моделювання гнучких з'єднувальних елементів Львів: Вища шк., 1996.
- Савула Ярема Григорьевич, Флейшман Нухим Пинкасович. Расчет и оптимизация оболочек с резными срединными поверхностями — Львов: Вища шк., 1989. — 172 с.

## Журнальні публікації
- Флейшман Н. П., Иванкив Е. С. Оптимальное проектирование составных оболочек и пластин методом геометрического программирования. — Динамика и прочность машин, 1984. — Вып. 40, с. 56-61.
- Флейшман Н. П., Ощипко Л. Й., Иванкив Е. С. Весовая оптимизация некоторых оболочек электровакуумных приборов. //Математические методы и физ.-мех. поля. — Киев: Наук.думка, 1977. — Вып. 5, с. 33-38.